# بارانی

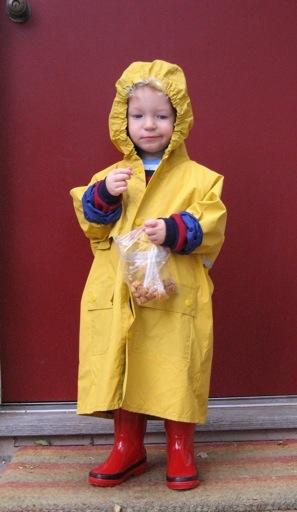

بارانی پوشاکی است ضد آب و مقاوم در برابر نفوذ آب که در هنگام باراش باران به تن می‌کنند. اندازه بارانی‌ها معمولاً تا پایین کمر و رانها و شاید زانو ممتد می‌باشد. اندازه نوع کوتاه آن با نام ژاکت بارانی یا کت بارانی تا کمرگاه می‌باشد. ژاکت بارانی یا کت بارانی معمولاً با یک شلوار بارانی نیز پوشیده می‌شود.